# Boane
Boane és un municipi de Moçambic, situat a la província de Maputo. En 2007 comptava amb una població de 23.524 habitants. És la capital del districte de Boane, situada al marge esquerre del riu Umbeluzi. El nom de la vila rep el nom d'un dirigent local anomenat Mboene, que els portuguesos alteraren a Boane. Fou constituït com a municipi el maig de 2013. Al seu territori hi ha la principal caserna militar de Moçambic.